# 侍従武官

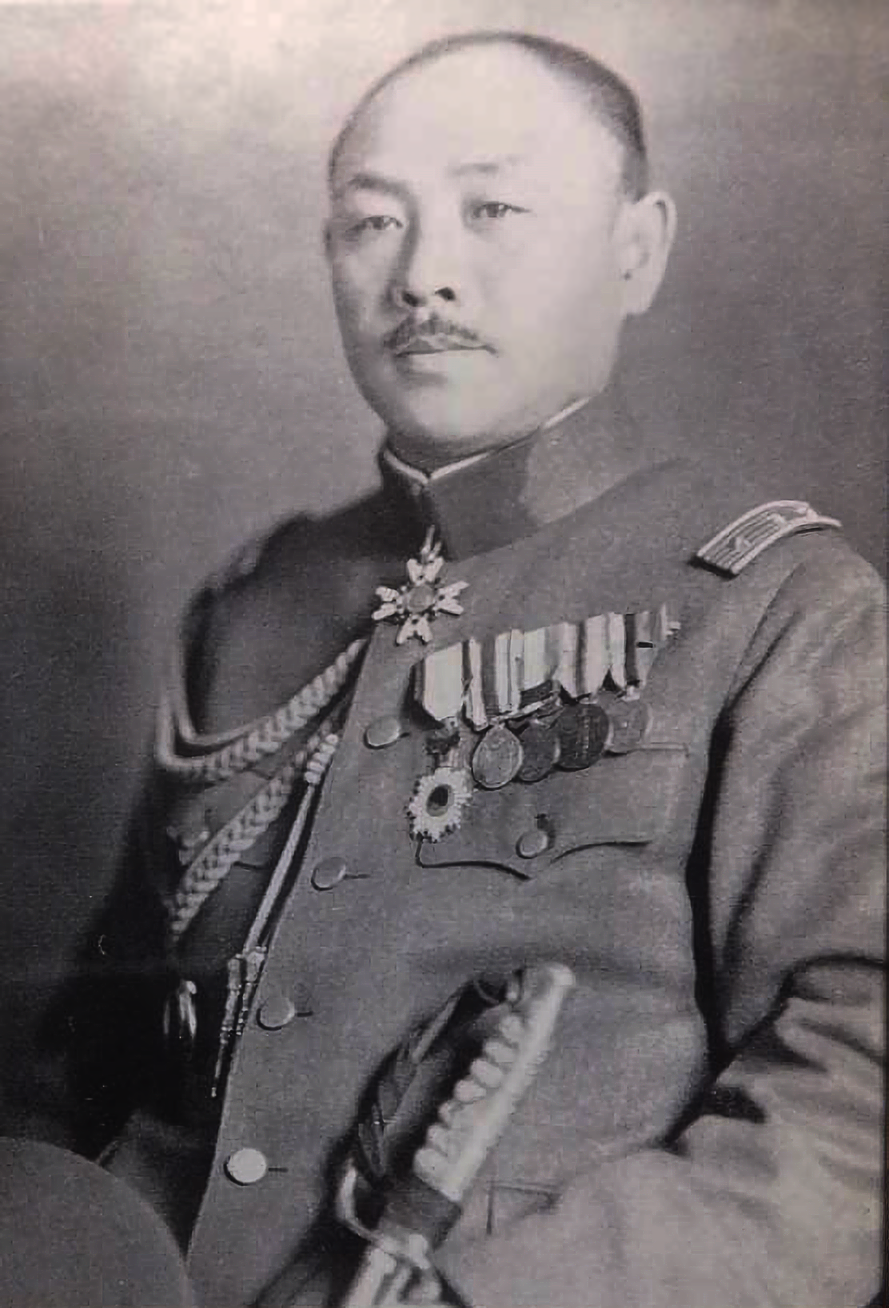
侍従武官だった陸軍歩兵大佐当時の阿南惟幾（後の鈴木貫太郎内閣時の陸軍大臣）。右胸に銀色の侍従武官飾緒を着用している。

侍従武官（じじゅうぶかん、旧字体：侍從武官）は、大日本帝国憲法下において、天皇に常時奉仕し軍事に関する奏上の伝達等に当たった日本軍（大日本帝国陸軍・大日本帝国海軍）の武官。

## 概要
侍従のほかに、天皇の大元帥たる地位に鑑みて、1896年（明治29年）から1945年（昭和20年）に陸海軍が解体されるまでの間、陸海軍将校からなる侍従武官が設けられていた。侍従武官官制（明治29年勅令第113号）により「侍従武官ハ天皇ニ常侍奉仕シ軍事ニ関スル奏上奉答及命令ノ伝達ニ任シ観兵演習行幸其他祭儀礼典宴会謁見等ニ陪侍扈従ス」と定められた。長たる侍従武官長と侍従武官からなる。侍従武官長は、国務における内大臣の地位に相当した。
なお、第二次世界大戦終結時の鈴木貫太郎首相（海軍大将、元軍令部総長）と阿南惟幾陸相は1929年（昭和4年）以降、それぞれ侍従長、侍従武官として共に昭和天皇に仕えており、この個人的関係がポツダム宣言受諾による日本の降伏決定に寄与したとも言われている。
また、皇太子には「東宮武官」、皇族には「皇族附武官」、韓国併合後の朝鮮における王公族（李王家、旧大韓帝国皇帝の一族）には「王公族附陸軍武官」が付され、それぞれ非公式には「御附武官」とも呼ばれた。侍従武官・皇族附武官・王公族附陸軍武官ともに、軍服に銀色の飾緒を着用してその標識とした。
退役した侍従武官の中には、戦後も昭和天皇との間で私的な関係を有し、御召船「葉山丸」に乗り海洋生物採取に随伴した者などが数名存在する。
日本国憲法施行下の皇室と自衛隊（陸上自衛隊・海上自衛隊・航空自衛隊）においては、旧軍の侍従武官のような役職等は存在せず、設置されていない。

## 侍従武官歴任者の一覧

### 侍従武官長
規定はないが、慣習として陸軍より任命された。
1. 岡沢精中将：1896年（明治29年）4月1日[4]。 - 萩藩出身で、初代の侍従武官長（陸軍中将）となり、1904年（明治37年）に陸軍大将に昇進し、1907年（明治40年）に子爵に叙せられる。
2. 中村覚中将：1908年（明治41年）12月29日。-1894年（明治27年）8月30日に大本営侍従武官（陸軍歩兵中佐）、同年12月25日に東宮武官兼侍従武官（陸軍歩兵大佐）、1896年（明治29年）4月1日に免東宮武官。1908年（明治41年）12月19日に侍従武官長（陸軍中将）。
3. 内山小二郎中将：1913年（大正2年）8月22日
4. 奈良武次中将：1922年（大正11年）11月24日。 - 裕仁親王に東宮武官長として仕え、裕仁親王即位後は侍従武官長となる。
5. 本庄繁中将：1933年（昭和8年）4月6日。 - 満州事変時の関東軍司令官であり、打診当初は昭和天皇より難色を示されたが、正式な決定により侍従武官に就任した。実直な人柄で昭和天皇の信任を得たが、二・二六事件の際、歩兵第1連隊の週番司令を務めていた女婿の山口一太郎大尉が反乱部隊の出動を黙認した上、その後の行動を反乱軍と共にしていたため、宮中で反乱軍寄りの立場を取り、即時鎮圧を指示する昭和天皇との間に意見の相違を生じた。事件後山口大尉が起訴されるに及んで、責任を取る形で辞任した。
6. 宇佐美興屋中将：1936年（昭和11年）3月23日
7. 畑俊六大将：1939年（昭和14年）5月25日
8. 蓮沼蕃中将：1939年（昭和14年）8月31日 - 帝国最後の侍従武官長。

### 侍従武官（陸軍）
- 岡沢精少将：1894年（明治27年）8月27日 - 1896年（明治29年）4月3日（後に侍従武官長。最終階級：陸軍大将）
- 中村覚中佐：1894年（明治27年）8月30日 - 1897年（明治30年）4月12日（明治29年10月29日まで東宮武官兼務。後に侍従武官長。最終階級：陸軍大将）
- 広幡忠朝中尉：1894年（明治27年）8月30日 - 1896年（明治29年）3月31日（心得）
- 渡辺湊大尉：1896年（明治29年）5月7日 - 1902年（明治35年）9月25日（最終階級：陸軍少将）
- 佐々木直大佐：1897年（明治30年）4月14日 - 1900年（明治33年）4月25日（最終階級：陸軍中将）
- 宮本照明中佐：1900年（明治33年）5月18日 - 1905年（明治38年）4月15日（八甲田山雪中行軍遭難事件の際に見舞・慰問のため現地に派遣された）
- 鷹司煕通少佐：1902年（明治35年）6月12日 - 1910年（明治43年）2月16日（最終階級：陸軍少将公爵）
- 伊藤瀬平少佐：1902年（明治35年）9月25日 - 1906年（明治39年）7月11日
- 白井二郎中佐：1905年（明治38年）4月15日 - 1907年（明治40年）10月22日（最終階級：陸軍中将）
- 高橋義章中佐：1906年（明治39年）7月11日 - 1909年（明治42年）11月30日
- 山中次郎少佐：1907年（明治40年）10月22日 - 1908年（明治41年）6月5日
- 上田兵吉少佐：1908年（明治41年）6月15日 - 1912年（大正元年）11月27日（陸軍歩兵中佐）（最終階級：陸軍少将男爵）
- 山根一貫中佐：1909年（明治42年）12月2日 - 1912年（大正元年）11月27日
- 奥村拓治少佐：1910年（明治43年）2月16日 - 1914年（大正3年）8月22日
- （兼）村木雅美中将：1912年（大正元年）8月5日 - 1912年（大正元年）10月3日（本職：東宮武官長。最終階級:陸軍中将男爵）
- （兼）大内義一 中佐：1912年（大正元年）8月5日 - 1912年（大正元年）10月3日（本職：東宮武官）
- （兼）西義一少佐：1912年（大正元年）8月5日 - 1912年（大正元年）10月3日（本職：東宮武官）
- 西義一少佐：1912年（大正元年）11月27日 - 1916年（大正5年）1月21日
- 若見虎治大佐：1912年（大正元年）12月17日 - 1916年（大正5年）3月25日
- 田中国重大佐：1914年（大正3年）8月22日 - 1917年（大正6年）1月9日（最終階級:陸軍大将）
- 中田鉄五郎少佐：1916年（大正5年）1月21日 - 1923年（大正12年）7月6日
- 尾藤知勝大佐：1916年（大正5年）3月30日 - 1919年（大正8年）7月25日
- 山根一貫少将：1916年（大正5年）4月1日 - 1917年（大正6年）8月2日
- 渡辺為太郎大佐：1916年（大正5年）12月19日 - 1922年（大正11年）8月15日（最終階級:陸軍中将）
- 大内義一少将：1918年（大正7年）7月24日 - 1922年（大正11年）5月13日
- 桑田安三郎大佐：1918年（大正7年）7月24日 - 1924年（大正13年）12月15日（最終階級:陸軍中将）
- 西義一大佐：1919年（大正8年）12月27日 - 1927年（昭和2年）7月26日（最終階級：陸軍大将）
- （兼）壬生基義大佐：1921年（大正10年）11月25日 - 1922年（大正11年）8月15日（本職：東宮武官）
- （兼）浜田豊城少佐：1921年（大正10年）11月25日 - 1925年（大正14年）8月7日（本職：東宮武官）
- 大島陸太郎少佐：1922年（大正11年）5月13日 - 1927年（昭和2年）7月26日（最終階級：陸軍少将子爵）
- （兼）服部真彦大佐：1922年（大正11年）8月15日 - 1925年（大正14年）12月2日（本職：東宮武官）
- 川岸文三郎中佐：1924年（大正13年）2月4日 - 1929年（昭和4年）8月1日
- （兼）矢野機中佐：1925年（大正14年）8月7日 - 1926年（大正15年）12月25日（本職：東宮武官）
- （兼）蓮沼蕃大佐：1925年（大正14年）12月2日 - 1926年（大正15年）12月25日（本職：東宮武官）
- 蓮沼蕃大佐：1926年（大正15年）12月25日 - 1931年（昭和6年）8月1日（免兼）（最終階級：陸軍大将）
- 矢野機中佐：1926年（大正15年）12月25日 - 1930年（昭和5年）3月6日（免兼）（最終階級：陸軍中将）
- 瀬川章友少将：1927年（昭和2年）7月26日 - 1931年（昭和6年）8月1日（最終階級:陸軍中将）
- 阿南惟幾中佐：1929年（昭和4年）8月1日 - 1933年（昭和8年）8月1日（最終階級:陸軍大将）
- 町尻量基中佐：1930年（昭和5年）5月20日 - 1935年（昭和10年）3月15日
- 石田保秀中佐：1931年（昭和6年）8月1日 - 1935年（昭和10年）8月1日（最終階級：陸軍中将）
- 川岸文三郎少将：1931年（昭和6年）8月1日 - 1934年（昭和9年）12月10日（最終階級：陸軍中将）
- 後藤光蔵少佐：1933年（昭和8年）12月10日 - 1938年（昭和13年）7月15日（最終階級：陸軍中将）
- 中島鉄蔵大佐：1933年（昭和8年）8月1日 - 1937年（昭和12年）3月1日（最終階級：陸軍中将）
- 酒井康中佐：1935年（昭和10年）3月15日 - 1937年（昭和12年）8月2日（最終階級：陸軍中将）
- 四手井綱正中佐：1935年（昭和10年）8月1日 - 1939年（昭和14年）3月9日（最終階級：陸軍中将）
- 町尻量基少将：1937年（昭和12年）3月1日 - 1937年（昭和12年）10月5日（最終階級：陸軍中将）
- 清水規矩大佐：1937年（昭和12年）8月2日 - 1941年（昭和16年）3月1日（最終階級：陸軍中将）
- 沢本理吉郎中佐：1937年（昭和12年）10月5日 - 1941年（昭和16年）9月23日（最終階級：陸軍少将）
- 徳永鹿之助中佐：1938年（昭和13年）7月15日 - 1942年（昭和17年）3月2日
- 横山明中佐：1939年（昭和14年）3月9日 - 1942年（昭和17年）12月10日
- 坪島文雄少将：1941年（昭和16年）9月1日 - 1945年（昭和20年）4月1日（最終階級：陸軍中将）
- 山縣有光中佐：1941年（昭和16年）3月1日 - 1944年（昭和19年）12月21日（最終階級:陸軍大佐男爵）
- 尾形健一大佐：1942年（昭和17年）3月2日 - 1945年（昭和20年）11月30日（廃止）「尾形健一大佐業務日誌」は、太平洋戦争下の宮中の状況を知る好史料。
- 清家武夫大佐：1942年（昭和17年）12月1日 - 1945年（昭和20年）11月30日（廃止）
- 吉橋戒三中佐：1944年（昭和19年）12月21日 - 1945年（昭和20年）11月30日（廃止）
- 小池龍二少将：1945年（昭和20年）4月1日 - 1945年（昭和20年）11月30日（廃止）

### 侍従武官（海軍）
- 川島令次郎大尉：1894年（明治27年）9月1日 - 1896年（明治29年）10月24日（最終階級：海軍中将、東伏見宮別当・宮務監督）
- 斎藤実少佐：1894年（明治27年）9月7日 - 1895年（明治28年）2月20日（最終階級：海軍大将子爵）
- 吉井幸蔵少佐：1895年（明治28年）2月20日 - 1895年（明治28年）12月15日（最終階級：海軍少佐伯爵）
- 斎藤孝至少佐：1895年（明治28年）12月15日 - 1898年（明治31年）5月23日（最終階級：海軍中将）
- 有馬良橘大尉：1896年（明治29年）11月1日 - 1899年（明治32年）12月21日（最終階級：海軍大将）
- 井上良智大佐：1898年（明治31年）5月23日 - 1908年（明治41年）5月26日（最終階級：海軍中将男爵）
- 松村龍雄少佐：1899年（明治32年）12月21日 - 1903年（明治36年）7月11日（最終階級：海軍中将）
- 大城源三郎中佐：1903年（明治36年）7月11日 - 1907年（明治40年）2月7日（最終階級：海軍少将）
- 関野謙吉大佐：1906年（明治39年）12月24日 - 1910年（明治43年）12月1日
- 西紳六郎大佐：1908年（明治41年）5月26日 - 1912年（大正元年）12月1日（最終階級：海軍中将男爵、有栖川宮宮務監督、宮中顧問官）
- 島内桓太中佐：1910年（明治43年）12月1日 - 1913年（大正2年）12月1日（最終階級：海軍少将）
- （兼）関野謙吉大佐：1912年（大正元年）8月5日 - 1912年（大正元年）10月3日（本職：東宮武官）
- （兼）宇佐川知義少佐：1912年（大正元年）8月5日 - 1912年（大正元年）10月3日（本職：東宮武官）
- 関野謙吉少将：1912年（大正元年）12月1日 - 1916年（大正5年）12月22日（免兼）
- 松村純一大佐：1913年（大正2年）12月1日 - 1916年（大正5年）7月15日
- 丸山寿美太郎大佐：1916年（大正5年）7月8日 - 1917年（大正6年）7月12日
- 向井弥一少将：1916年（大正5年）12月1日 - 1923年（大正12年）2月10日
- 四竈孝輔大佐：1917年（大正6年）2月21日 - 1923年（大正12年）12月1日（最終階級：海軍中将、伏見宮別当）
- 松下東治郎大佐：1918年（大正7年）8月3日 - 1924年（大正13年）12月20日
- （兼）犬塚太郎大佐：1921年（大正10年）11月25日 - 1924年（大正13年）2月5日（本職：東宮武官）
- 及川古志郎中佐：1921年（大正10年）11月25日 - 1922年（大正11年）12月1日（最終階級：海軍大将）
- 加藤隆義大佐：1922年（大正11年）12月1日 - 1925年（大正14年）10月20日（加藤友三郎子爵の子。大正12年（1923年）12月10日襲爵）
- 倉賀野明中佐：1923年（大正12年）3月20日 - 1927年（昭和2年）3月1日
- （兼）近藤信竹中佐：1924年（大正13年）2月5日 - 1926年（大正15年）12月1日（本職：東宮武官）
- 小山田繁蔵少将：1924年（大正13年）9月1日 - 1927年（昭和2年）12月5日
- 中山道源中佐：1924（大正13年）12月1日 - 1926年（大正15年）11月30日（最終階級：海軍少将）
- 今村信次郎大佐：1925年（大正14年）10月20日 - 1931年（昭和6年）5月1日（最終階級：海軍中将、東宮武官、秩父宮別当）
- 住山徳太郎大佐：1926年（大正15年）12月1日 - 1931年（昭和6年）12月1日（最終階級：海軍中将、東宮武官、秩父宮別当）
- 山内豊中少将：1927年（昭和2年）12月5日 - 1932年（昭和7年）6月1日（東宮武官、高松宮別当）
- 出光万兵衛少将：1931年（昭和6年）5月1日 - 1935年（昭和10年）6月5日（最終階級：海軍中将）
- 桑折英三郎大佐：1931年（昭和6年）12月1日 - 1935年（昭和10年）12月2日（最終階級：海軍中将）
- 小林謙五中佐：1932年（昭和7年）6月1日 - 1936年（昭和11年）5月25日（中村覚陸軍大将男爵の五男。最終階級：海軍中将）
- 平田昇少将：1935年（昭和10年）6月5日 - 1939年（昭和14年）11月15日（最終階級：海軍中将）
- 遠藤喜一大佐：1935年（昭和10年）12月2日 - 1938年（昭和13年）12月15日（最終階級：海軍大将）
- 山澄貞次郎中佐：1936年（昭和11年）5月25日 - 1940年（昭和15年）11月15日（最終階級：海軍少将）
- 醍醐忠重大佐：1938年（昭和13年）12月15日 - 1941年（昭和16年）10月20日（最終階級：海軍中将侯爵）
- 鮫島具重少将：1939年（昭和14年）11月15日 - 1942年（昭和17年）10月26日（最終階級：海軍中将男爵）
- 城英一郎中佐：1940年（昭和15年）11月15日 - 1944年（昭和19年）1月20日（侍従武官時代につけていた日記は「侍従武官城英一郎日記」として1982年に出版される。1943年（昭和18年）6月に差遣武官として南東方面を視察した際に航空戦力の激減に衝撃を受け、体当たり攻撃を海軍航空本部総務部長大西瀧治郎中将に進言したとされる。1944年（昭和19年）2月、航空母艦「千代田」艦長に転任。同年10月、レイテ沖海戦に参加。「千代田」と運命を共にする。戦死後少将。）
- 佐藤治三郎大佐：1941年（昭和16年）10月20日 - 1945年（昭和20年）2月1日
- 中村俊久少将：1942年（昭和17年）10月26日 - 1945年（昭和20年）11月30日（廃止）（最終階級：海軍中将）
- 今井秋次郎中佐：1944年（昭和19年）1月20日 - 1945年（昭和20年）11月30日（廃止）
- 野田六郎大佐：1945年（昭和20年）2月1日 - 1945年（昭和20年）11月30日（廃止）